# Al-Harith Idriss al-Harith Mohamed
Al-Harith Idriss al-Harith Mohamed ist ein sudanesischer Diplomat, der unter anderem seit 2022 Ständiger Vertreter bei den Vereinten Nationen ist.

## Leben
Al-Harith Idriss al-Harith Mohamed absolvierte nach dem Schulbesuch ein Studium der Rechtswissenschaft an der Universität Khartum, das er mit einem Bachelor of Laws (LL.B.) beendete. Zwischen 1982 und 1991 war Mohamed Diplomat im Außenministerium Leiter des Referats für konsularische Angelegenheiten, sudanesische Gemeinden im Ausland und Visa-Angelegenheiten. Nach dem Anwaltsexamen (Legal Bar Certificate) wurde er als Rechtsanwalt und Mitglied der Anwaltskammer im Sudan zugelassen. Er war zwischen 2004 und 2005 Berater für Völkerrecht mit Schwerpunkt auf Menschenrechten, Frauenrechten, Geschlechterfragen und Konfliktlösung der in London ansässigen Mothers for Peace. Im Anschluss fungierte er von 2005 bis 2006 als Strategie- und Medienbeauftragter beim Syrian Media Centre in London, wo er Medienberichte erstellte und Analysen der britischen Medien und der Position des Vereinigten Königreichs zur politischen und strategischen Situation im Nahen Osten durchführte.
Daraufhin war Mohamed zwischen 2006 und 2021 Koordinator für Investitionskommunikation bei der Kuwait Investment Authority in London. In dieser Funktion entwickelte und lieferte er interne und externe Kommunikation, insbesondere auch mit dem State Audit Bureau und der kuwaitischen Nationalversammlung (Madschlis al-Umma) wie bei Investmentgesellschaften und globalen Finanzinstituten. Er leistete auch geschäftliche Unterstützung für den Präsidenten und Chief Executive Officer der Behörde und überwachte die Beziehungsberichte. Nach dem Militärputsch wurde er im Februar 2020 zum Botschafter und anschließend zum Direktor des Planungsabteilung des Außenministeriums ernannt. 2022 wurde er Ständiger Vertreter bei den Vereinten Nationen und überreichte am 23. Mai 2022 UN-Generalsekretär António Guterres sein Beglaubigungsschreiben.